# TLC: Tables, Ladders & Chairs 2018
TLC: Tables, Ladders & Chairs (2018) was een professioneel worstel-pay-per-view (PPV) en WWE Network evenement dat georganiseerd werd door WWE voor hun Raw, SmackDown en 205 Live brands. Het was de 10e editie van TLC: Tables, Ladders & Chairs en vond plaats op 16 december 2018 in het SAP Center in San Jose, Californië. Het is de eerste keer sinds de 2010 editie van TLC dat de merkextensie werd toegepast.

## Matches
| Nr. | Match | Winnaar(s)        | Opmerkingen | Bron  |
| --- | --- | ----------------- | --- | ----- |
| 1p  | Buddy Murphy (c) vs. Cedric Alexander                                                                                    | Buddy Murphy      | Eén-op-één match voor het WWE Cruiserweight Championship. | [ 2 ] |
| 2p  | Elias vs. Bobby Lashley (met Lio Rush)                                                                                   | Elias             | Ladder match. Er was een gitaar boven de ring gehangen. Degene die de gitaar pakte, was de winnaar. | [ 2 ] |
| 3   | Fabulous Truth (Carmella & R-Truth) vs. Mahalicia (Alicia Fox & Jinder Mahal) (met The Singh Brothers)                   | Fabulous Truth    | Dit waren de finales van de Mixed Match Challenge. Elk lid van het winnende team werd de 30ste deelnemer aan hun respectievelijke Royal Rumble-wedstrijden bij de Royal Rumble.                             | [ 2 ] |
| 4   | The Bar (Cesaro & Sheamus) (c) vs. The New Day (Kofi Kingston & Xavier Woods) (met Big E) vs. The Usos (Jimmy & Jey Uso) | The Bar           | Triple Threat Tag Team match voor het WWE SmackDown Tag Team Championship. | [ 2 ] |
| 5   | Braun Strowman (met Apollo Crews, Bobby Roode, Chad Gable, Kurt Angle en Finn Bálor) vs. Baron Corbin                    | Braun Strowman    | Tables, Ladders & Chairs match. Omdat Strowman had gewonnen, kreeg hij een kampioenschapswedstrijd voor het Universal Championship. Als Corbin had gewonnen, was hij officieel de General Managar voor Raw. | [ 2 ] |
| 6   | Natalya vs. Ruby Riott (met Liv Morgan & Sarah Logan)                                                                    | Natalya           | Dit was een Tables match. | [ 2 ] |
| 7   | Finn Bálor vs. Drew McIntyre                                                                                             | Finn Bálor        | Eé-op-één match. | [ 2 ] |
| 8   | Rey Mysterio vs. Randy Orton                                                                                             | Rey Mysterio      | Chairs match. | [ 2 ] |
| 9   | Ronda Rousey (c) vs. Nia Jax (met Tamina)                                                                                | Ronda Rousey      | Eé-op-één match voor het WWE Raw Women's Championship. | [ 2 ] |
| 10  | Daniel Bryan (c) vs. AJ Styles                                                                                           | Daniel Bryan      | Eén-op-één match WWE Championship. | [ 2 ] |
| 11  | Dean Ambrose vs. Seth Rollins (c)                                                                                        | Dean Ambrose (nc) | Eén-op-één match WWE Intercontinental Championship. | [ 2 ] |
| 12  | Asuka vs. Becky Lynch (c) vs. Charlotte Flair                                                                            | Asuka (nc)        | Triple Threat Tables, Ladders & Chairs match voor het WWE SmackDown Women's Championship. | [ 2 ] |